# 1. Bundesliga 1983-84
La Fußball-Bundesliga 1983/84 fue la 21.ª temporada de la Bundesliga, liga de fútbol de primer nivel de Alemania Federal. Comenzó el 12 de agosto de 1983 y finalizó el 26 de mayo de 1984.

## Equipos participantes
| Equipo                   | Ciudad                | Estadio                  | Capacidad |
| ------------------------ | --------------------- | ------------------------ | --------- |
| Arminia Bielefeld        | Bielefeld             | Stadion Alm              | 35.000    |
| Bayer Leverkusen         | Leverkusen            | Ulrich-Haberland-Stadion | 20.000    |
| Bayern de Múnich         | Múnich                | Olympiastadion de Múnich | 80.000    |
| VfL Bochum               | Bochum                | Ruhrstadion              | 40.000    |
| Borussia Dortmund        | Dortmund              | Westfalenstadion         | 54.000    |
| Borussia Mönchengladbach | Mönchengladbach       | Bökelbergstadion         | 34.500    |
| FC Colonia               | Colonia               | Müngersdorf Stadion      | 61.000    |
| Eintracht Braunschweig   | Brunswick             | Eintracht-Stadion        | 38.000    |
| Eintracht Frankfurt      | Frankfurt del Main    | Waldstadion              | 62.000    |
| Fortuna Düsseldorf       | Düsseldorf            | Rheinstadion             | 59.600    |
| Hamburgo SV              | Hamburgo              | Volksparkstadion         | 80.000    |
| 1. FC Kaiserslautern     | Kaiserslautern        | Stadion Betzenberg       | 42.000    |
| Kickers Offenbach        | Offenbach del Meno    | Bieberer Berg            | 30.000    |
| 1. FC Núremberg          | Núremberg             | Städtisches Stadion      | 64.238    |
| VfB Stuttgart            | Stuttgart             | Neckarstadion            | 72.000    |
| SC Bayer 05 Uerdingen    | Krefeld               | Grotenburg-Kampfbahn     | 28.000    |
| Waldhof Mannheim         | Ludwigshafen am Rhein | Südweststadion           | 75.000    |
| Werder Bremen            | Bremen                | Weserstadion             | 32.000    |

### Relevos
| Pos  | Descendidos de 1. Bundesliga |
| ---- | ---------------------------- |
| 16.º | FC Schalke 04 (Promoción)    |
| 17.º | Karlsruher SC                |
| 18.º | Hertha Berlín                |

| Pos | Ascendidos de 2. Bundesliga |
| --- | --------------------------- |
| 1.º | Waldhof Mannheim            |
| 2.º | Kickers Offenbach           |
| 3.º | Bayer Uerdingen (Promoción) |

## Clasificación
| Pos. | Equipo                   | Pts. | PJ | G  | E  | P  | GF | GC  | Dif. | Clasificación                                |
| ---- | ------------------------ | ---- | -- | -- | -- | -- | -- | --- | ---- | -------------------------------------------- |
| 1    | VfB Stuttgart (C)        | 48   | 34 | 19 | 10 | 5  | 79 | 33  | +46  | Clasificado a la Copa de Campeones de Europa |
| 2    | Hamburgo SV              | 48   | 34 | 21 | 6  | 7  | 75 | 36  | +39  | Clasificado a la Copa de la UEFA             |
| 3    | Borussia Mönchengladbach | 48   | 34 | 21 | 6  | 7  | 81 | 48  | +33  | Clasificado a la Copa de la UEFA             |
| 4    | Bayern de Múnich         | 47   | 34 | 20 | 7  | 7  | 84 | 41  | +43  | Clasificado a la Recopa de Europa            |
| 5    | Werder Bremen            | 45   | 34 | 19 | 7  | 8  | 79 | 46  | +33  | Clasificado a la Copa de la UEFA             |
| 6    | FC Colonia               | 38   | 34 | 16 | 6  | 12 | 70 | 57  | +13  | Clasificado a la Copa de la UEFA             |
| 7    | Bayer Leverkusen         | 34   | 34 | 13 | 8  | 13 | 50 | 50  | 0    |                                              |
| 8    | Arminia Bielefeld        | 33   | 34 | 12 | 9  | 13 | 40 | 49  | −9   |                                              |
| 9    | Eintracht Braunschweig   | 32   | 34 | 13 | 6  | 15 | 54 | 69  | −15  |                                              |
| 10   | Bayer Uerdingen          | 31   | 34 | 12 | 7  | 15 | 66 | 79  | −13  |                                              |
| 11   | Waldhof Mannheim         | 31   | 34 | 10 | 11 | 13 | 45 | 58  | −13  |                                              |
| 12   | 1. FC Kaiserslautern     | 30   | 34 | 12 | 6  | 16 | 68 | 69  | −1   |                                              |
| 13   | Borussia Dortmund        | 30   | 34 | 11 | 8  | 15 | 54 | 65  | −11  |                                              |
| 14   | Fortuna Düsseldorf       | 29   | 34 | 11 | 7  | 16 | 63 | 75  | −12  |                                              |
| 15   | VfL Bochum               | 28   | 34 | 10 | 8  | 16 | 58 | 70  | −12  |                                              |
| 16   | Eintracht Frankfurt      | 27   | 34 | 7  | 13 | 14 | 45 | 61  | −16  | Clasificado a la promoción de permanencia    |
| 17   | Kickers Offenbach (D)    | 19   | 34 | 7  | 5  | 22 | 48 | 106 | −58  | Descenso a la 2. Bundesliga                  |
| 18   | 1. FC Núremberg (D)      | 14   | 34 | 6  | 2  | 26 | 38 | 85  | −47  | Descenso a la 2. Bundesliga                  |

 Fuente: BDFutbol
| Bundesliga                  |
|                             |
| Campeón Stuttgart 1º título |

## Resultados
| Local \ Visitante        | ARM | BAL | BAY | BOC | BOD | BOM | COL | EBR | EFR | FOR | HAM | KAI | KIC | NUR | STU | UER | WAL | WER |
| ------------------------ | --- | --- | --- | --- | --- | --- | --- | --- | --- | --- | --- | --- | --- | --- | --- | --- | --- | --- |
| Arminia Bielefeld        | —   | 3–0 | 1–3 | 2–1 | 0–0 | 2–2 | 1–2 | 0–0 | 2–1 | 1–3 | 0–1 | 3–2 | 3–1 | 1–0 | 0–0 | 3–1 | 1–1 | 2–0 |
| Bayer Leverkusen         | 0–0 | —   | 1–5 | 3–0 | 4–2 | 1–2 | 2–1 | 3–0 | 2–2 | 2–0 | 2–0 | 2–0 | 3–1 | 3–0 | 1–1 | 3–1 | 0–1 | 0–0 |
| Bayern de Múnich         | 3–1 | 2–1 | —   | 5–1 | 1–0 | 4–0 | 4–2 | 6–0 | 3–0 | 1–1 | 1–0 | 5–2 | 5–0 | 4–2 | 2–2 | 3–2 | 6–0 | 0–0 |
| VfL Bochum               | 2–3 | 2–1 | 3–1 | —   | 2–2 | 0–4 | 2–3 | 3–1 | 4–1 | 6–1 | 1–1 | 4–1 | 1–0 | 2–0 | 0–1 | 2–2 | 1–0 | 3–3 |
| Borussia Dortmund        | 1–0 | 3–0 | 1–1 | 1–1 | —   | 4–1 | 0–0 | 0–2 | 2–0 | 6–0 | 1–2 | 1–0 | 4–1 | 3–1 | 0–3 | 2–1 | 4–1 | 2–3 |
| Borussia Mönchengladbach | 3–0 | 3–1 | 3–0 | 4–2 | 2–1 | —   | 4–2 | 6–2 | 1–1 | 1–1 | 4–0 | 3–2 | 3–2 | 2–0 | 2–0 | 7–1 | 3–0 | 3–1 |
| FC Colonia               | 2–3 | 2–0 | 2–0 | 3–0 | 5–2 | 1–2 | —   | 2–1 | 7–0 | 1–0 | 1–4 | 1–4 | 1–0 | 3–1 | 2–2 | 3–0 | 2–0 | 1–4 |
| Eintracht Braunschweig   | 2–0 | 0–0 | 1–2 | 3–1 | 5–0 | 3–1 | 2–2 | —   | 4–3 | 4–1 | 0–0 | 4–0 | 4–4 | 1–0 | 1–0 | 1–2 | 3–2 | 1–2 |
| Eintracht Frankfurt      | 1–1 | 2–2 | 0–0 | 1–0 | 2–2 | 1–1 | 0–2 | 1–2 | —   | 3–0 | 0–0 | 3–0 | 3–0 | 3–1 | 1–3 | 2–2 | 1–3 | 0–0 |
| Fortuna Düsseldorf       | 0–0 | 2–2 | 4–1 | 1–1 | 7–0 | 4–1 | 2–0 | 4–0 | 4–2 | —   | 2–3 | 1–5 | 5–0 | 2–1 | 3–0 | 1–1 | 1–2 | 3–4 |
| Hamburgo SV              | 2–0 | 3–0 | 2–1 | 2–1 | 7–2 | 2–1 | 2–2 | 3–0 | 0–2 | 5–2 | —   | 3–2 | 6–0 | 4–0 | 0–2 | 2–2 | 2–3 | 4–0 |
| 1. FC Kaiserslautern     | 6–0 | 3–0 | 0–1 | 2–0 | 2–2 | 0–2 | 2–2 | 3–1 | 1–0 | 5–2 | 0–2 | —   | 1–1 | 4–2 | 2–2 | 5–2 | 2–0 | 3–3 |
| Kickers Offenbach        | 2–2 | 0–2 | 2–3 | 2–2 | 0–0 | 4–3 | 2–0 | 1–2 | 2–1 | 5–1 | 0–4 | 3–2 | —   | 3–1 | 1–2 | 3–2 | 0–2 | 3–7 |
| 1. FC Núremberg          | 2–0 | 2–3 | 2–4 | 3–1 | 0–2 | 1–3 | 1–3 | 4–2 | 0–0 | 2–1 | 1–6 | 3–4 | 4–0 | —   | 0–6 | 2–4 | 0–0 | 2–0 |
| VfB Stuttgart            | 1–0 | 2–2 | 1–0 | 4–2 | 3–1 | 0–0 | 3–2 | 3–0 | 2–2 | 6–0 | 0–1 | 5–1 | 5–1 | 7–0 | —   | 4–0 | 0–0 | 3–0 |
| Bayer Uerdingen          | 1–3 | 2–1 | 1–1 | 1–2 | 2–1 | 1–1 | 4–6 | 4–0 | 5–2 | 1–3 | 3–1 | 3–1 | 4–2 | 1–0 | 3–2 | —   | 1–1 | 0–3 |
| Waldhof Mannheim         | 0–2 | 0–3 | 0–0 | 3–3 | 4–1 | 2–3 | 2–2 | 2–2 | 1–1 | 1–1 | 0–1 | 2–0 | 6–1 | 1–0 | 2–2 | 1–4 | —   | 2–0 |
| Werder Bremen            | 3–0 | 3–0 | 3–2 | 5–2 | 2–1 | 2–0 | 1–0 | 4–0 | 2–3 | 2–0 | 0–0 | 1–1 | 8–1 | 2–0 | 1–2 | 5–2 | 5–0 | —   |

## Promoción
Eintracht Fráncfort  tuvo que jugar un play-off de ida y vuelta contra el tercer lugar de la 2. Bundesliga, MSV Duisburgo, para mantener la categoría. Eintracht Fráncfort ganó 6-1 en el global y así permaneció en la Bundesliga.
MSV Duisburgo 0-5 Eintracht Frankfurt
Eintracht Fráncfort 1-1 MSV Duisburgo

## Goleadores
26 goles
- Karl-Heinz Rummenigge (FC Bayern Múnich)

20 goles
- Klaus Allofs (FC Colonia)

19 goles
- Frank Mill (Borussia Mönchengladbach)

18 goles
- Christian Schreier (VfL Bochum)
- Rudi Völler (SV Werder Bremen)

17 goles
- Pierre Littbarski (FC Colonia)

16 goles
- Fritz Walter (SV Waldhof Mannheim)